# 天览山
天览山（日语：／ Tenran Zan）位于日本埼玉县西南部的饭能市，山顶海拔197米（山顶看板标记为195米）。

## 概述

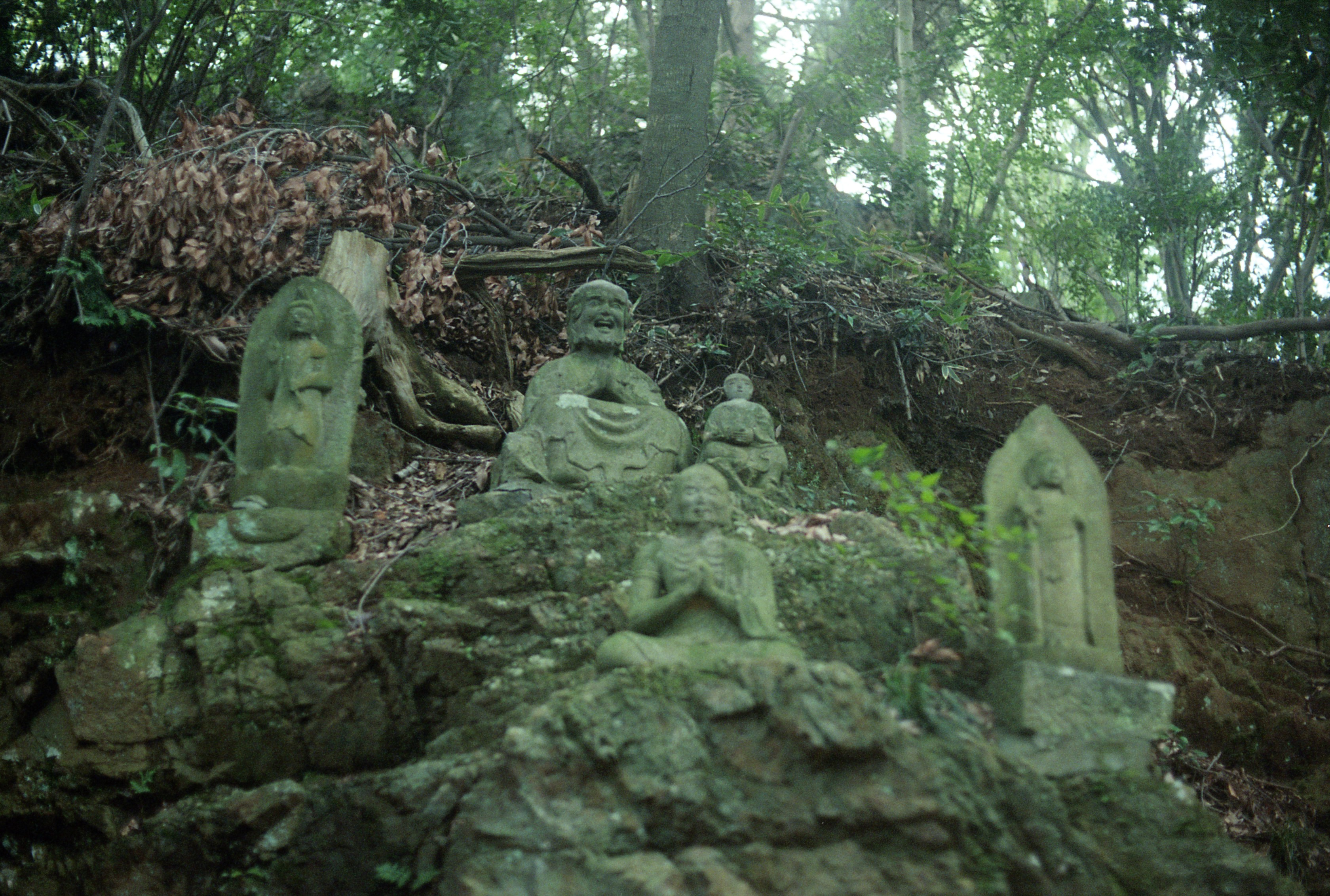
十六罗汉像

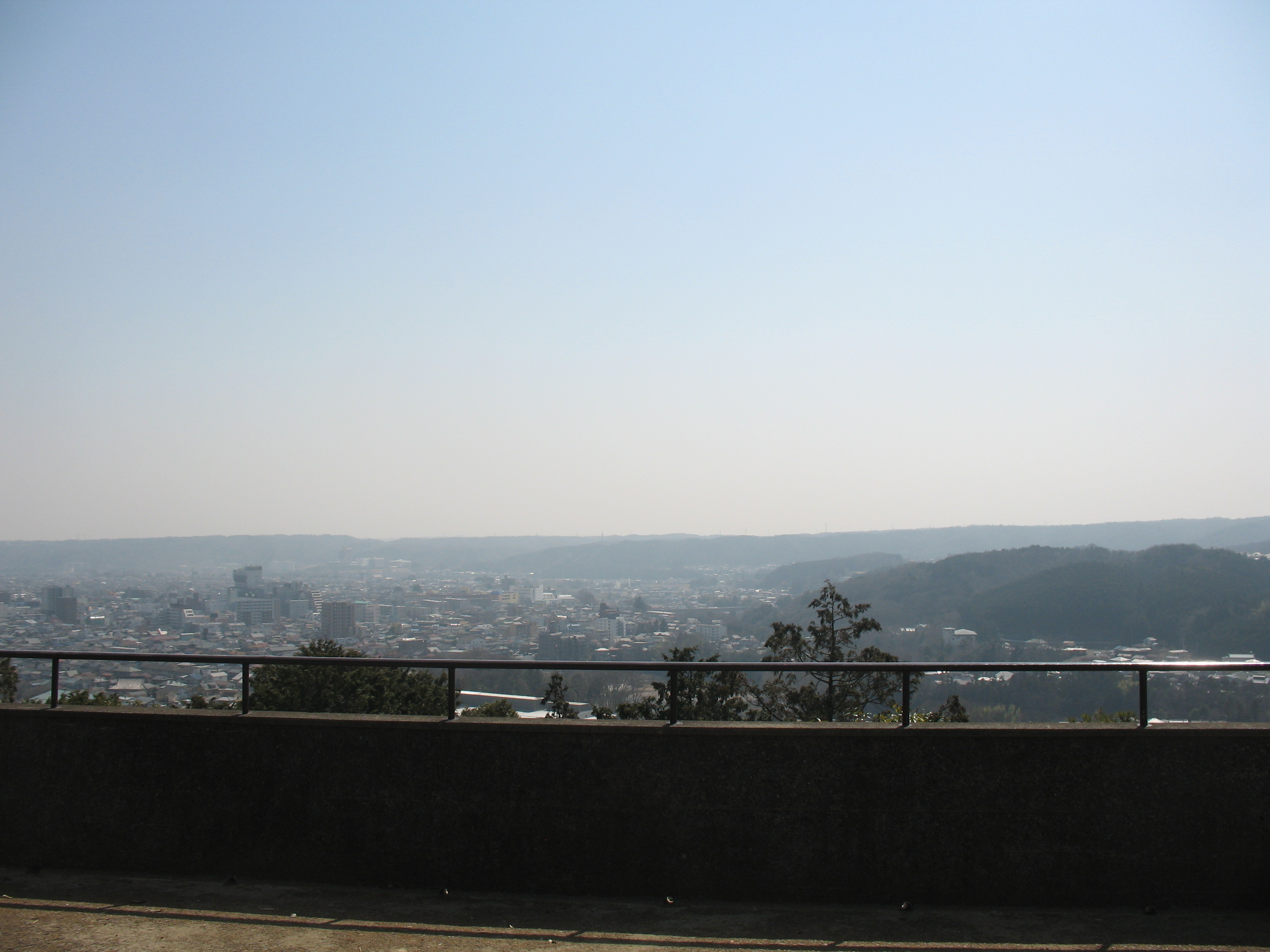
天览山顶

天览山在历史上曾有过多个称呼。因位于山麓的能仁寺供奉爱宕权现而被称为爱宕山。江户时代为感恩五代将军德川纲吉病愈，其母桂昌院将十六罗汉的石佛供奉于此，因此该山又被称为罗汉山。明治16年（1883年）4月18日，当时的明治天皇在此举行近卫兵春季小演习，并建造行幸纪念碑，天览山由此得名。

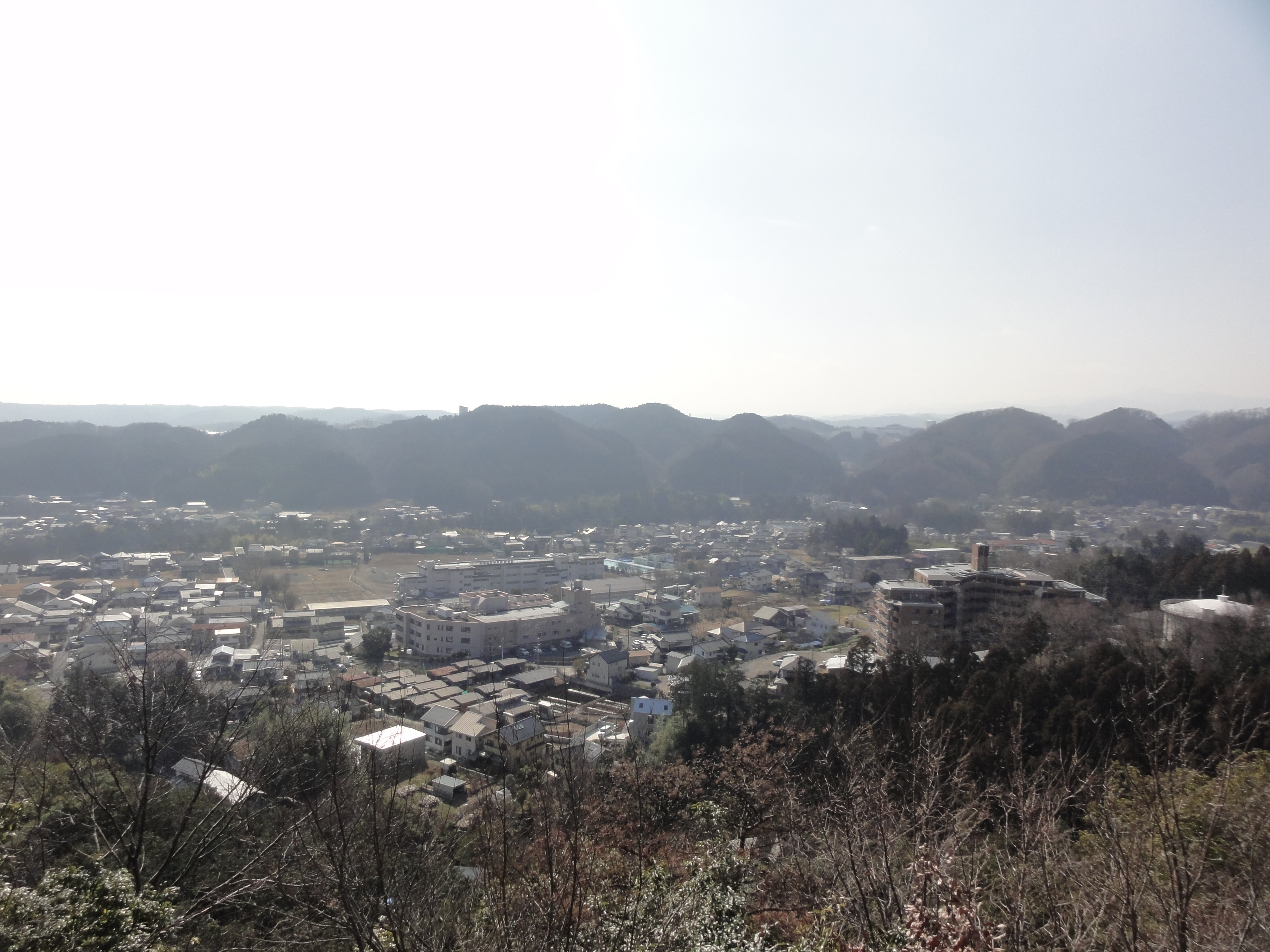
从山顶眺望饭能市区

尽管其海拔高度不高，但从山顶眺望仍能一览饭能市区以及奥武藏、奥多摩的山峰，至远可眺望富士山。天览山广布历史古迹和文化遗产，春季的樱花、初夏的杜鹃、秋季的红叶等自然景观丰富。

## 自然
天览山栖息有白颊鼯鼠、貉等动物。在山谷的湿地地带，还栖息有稀少动物Aquatica lateralis、斑北鳅、东京小鲵等，受到当地团体的保护。
天览山曾发现多个特有物种。1915年曾在此处发现“饭能杜鹃”（ハンノウツツジ），被认为是日本山杜鹃和皋月杜鹃的自然交配种，其花期相较于日本山杜鹃更晚，到冬天会落叶。1926年在天览山和多峰主山间的道路上发现新物种“饭能赤竹”（ハンノウザサ），该物种目前作为埼玉县指定的天然纪念物。。

## 交通
从饭能站出发，步行至登山口需20分钟；乘坐公交车至天览山下的车站徒步至登山口需5分钟，登顶则需20分钟。
根据飯能地区城市建设推進委員会制作的旅行地图，游客从饭能站出发有两条观光路线可供选择，从饭能站出发步行3500步（约40分钟）即可游览天览山及饭能市内部分景点。

## 流行文化
由于天览山在以饭能市为舞台的漫画《向山进发》及其改编动画中多次出场，使得近年来前往该山“圣地巡礼”的粉丝增加，位于天览山中部的亭子内放有交流笔记。于作品中登场、位于登山道路东侧的便利店（已于2019年末关闭）入口有作品角色看板，店内有专门区域展示作品相关的人偶、同人志、交流笔记等物品。

## 临近山川
- 奥武藏自然步道
- 多峰主山（海拔271米）
- 入间川（日语：入間川）
- 饭能河原
- 吾妻峡
- 雨乞池